# Thyatira batis
Thyatira batis ili breskvin cvet je noćni leptir iz porodice Drepanidae. Rasprostranjen je širom Evrope. Tradicionalni naziv dobio je po izuzetno markiranim prednjim krilima koja nose po pet belo roze polja koja u kontrastu sa mrkom pozadinom nalikuju laticama breskinog cveta. 

## Biologija i ekologija vrste

### Biljka hraniteljka i stanište
je vrsta koja se sreće na različitim staništima, ali preferira proplanke i padine, listopadne šume, šumske čistine i rubove šuma, ali se može sresti u parkovima i baštama u kojima rastu polužbunaste, listopadne, višegodišnje biljke iz roda Rubus, poput maline (Rubus ideaus) i kupine (Rubus fruticosus agg.).

### Razvojni stadijumi
Jaje ove vrste je translucentno belo, i finom svilenom niti zakačenop na obod biljke hraniteljke. Blago je izduženo i ima više useka od jednog kraja ka drugom. Jedan list može nositi više jaja. Po izleganju, gusenice se hrane na spoljašnjem obodu lista, a odmaraju na licu. Značajno menjaju boju tokom razvoja, pa tako od bledo zelenih, postaju zrele gusenice smeđe-zelene boje metalik izgleda. Boja može varirati i u zavisnosti od geografskog područja, pa se sreću i potpuno bež gusenice. Gusenice od L2 do L4 stupnja na integumentu torakalne regije imaju belu mrlju, koja čitavoj gusenici omogućuje zaštitu: ovako markirana gusenica, uz adekvatan odmarajući položaj potencijalnom predatoru liči na feces ptica. Zrele gusenice dele posturu sa ostalim gusenicama iz porodice Drepanidae: glava, svi torakalni segmenti i svi abdominalni segmenti pre i posle lažnih nožica su pozicionirani izdignuto što gusenici daje specifičan izgled. Na drugom torakalnom i devetom abdominalnom segmentu nalaze se i zdepasti viljuškasti nastavci. Inspekcijom gusenice lateralno, uočljiva su i trouglasta uzvišenja na integumentu, od drugog do šestog abdominalnog segmenta. Glavena kapsula je široka i blago izdužena. Gusenice se najčešće susreću u avgustu, mada su u zavisnosti od godine često susretane krajem jula ili u septembru. Lutka je smeđa i zdepasta, i može biti na tlu, pričvršćena za list hraniteljke ili plitko ukopana ispod, i predstavlja stadijum u kom vrsta prezimljava.

### Adult
U zavisnosti od geografskog područja, Thyatira batis može imati i drugu parcijalnu generaciju. Lete u maju, junu i julu, a privlače ih veštačko osvetljenje i šećerne mešavine  za privlačenje noćnih leptira. Kao adult, vrsta je izuzetno prepoznatljiva zbog svojih prednjih krila, koja retko podležu variranju u markacijama i boji.Krila u toku odmaranju imaju krovastu pozivicu. Zadnja krila su mrka i nemarkirana. Leti nakon sumraka.

## Podvrste
- (Rusija, Mongolija, Japan, Turska, Iran, Kavkay, Alžir, Evropa, Kina
- (Taiwan)
- (Sumatra)
- (India, Nepal, Vijetnam, Kina)[8]

## Galerija
- T. batis
- Zrela gusenica
- gusenica L3 stupnja
- Zrela gusenica

## Literatura
- Chinery, Michael Collins Guide to the Insects of Britain and Western Europe 1986 (Reprinted 1991)
- Skinner, Bernard Colour Identification Guide to Moths of the British Isles 1984